# Standschütze Hellriegel M1915
Le Standschütze Hellriegel 1915 est un pistolet-mitrailleur austro-hongrois à refroidissement à eau, développé durant la Première Guerre mondiale. Il fut produit en un nombre très limité d’exemplaires.

## Histoire
Le fusil a vraisemblablement été développé pour les Standschützen (de) tyroliens (de), chargés de défendre l’Empire contre les Italiens dans le Vorarlberg et le Tyrol. 
Il n’a pas été utilisé au combat, seulement à titre d’arme expérimentale. Il n’est pas clair si le développement n’a pas été poursuivi par manque de temps ou de moyens, ou si les tests n’ont pas été satisfaisants.

## Caractéristiques
L’arme utilise des cartouches de 9 mm avec la puissance de feu d’une mitrailleuse, ce qui en fait l’un des tout premiers pistolets-mitrailleur. 
Elle peut être alimentée par un magasin standard de 20-30 coups ou un magasin camembert de 160 coups. Ce dernier n’est pas relié directement à l’arme mais connecté par une sorte de tube, qui laisse penser que les munitions sont placées sur une bande, alors qu’elles sont en réalité poussées par un ressort.
Elle dispose également d’un système de refroidissement à eau autour du canon.

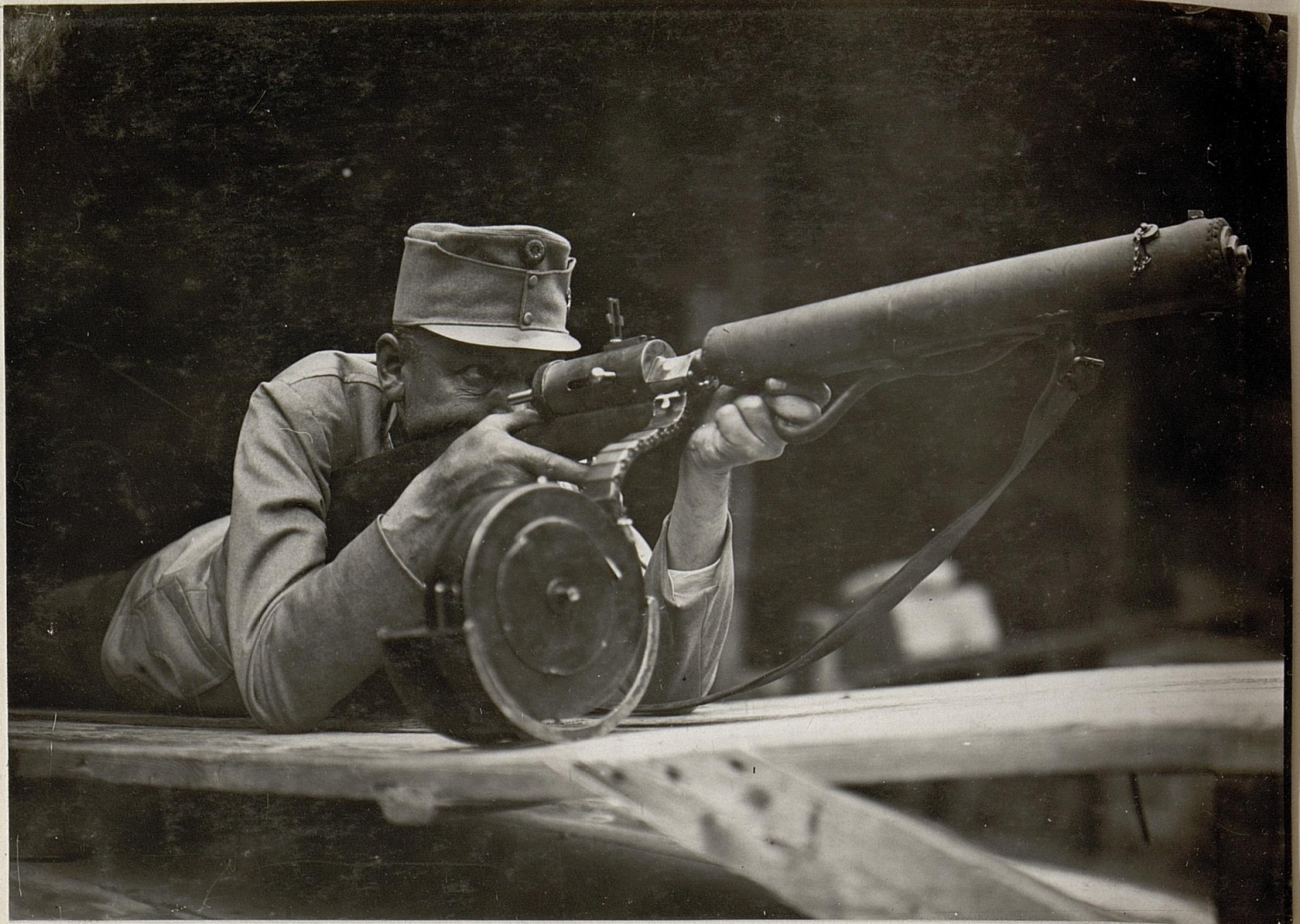
Le Hellriegel en test, octobre 1915.
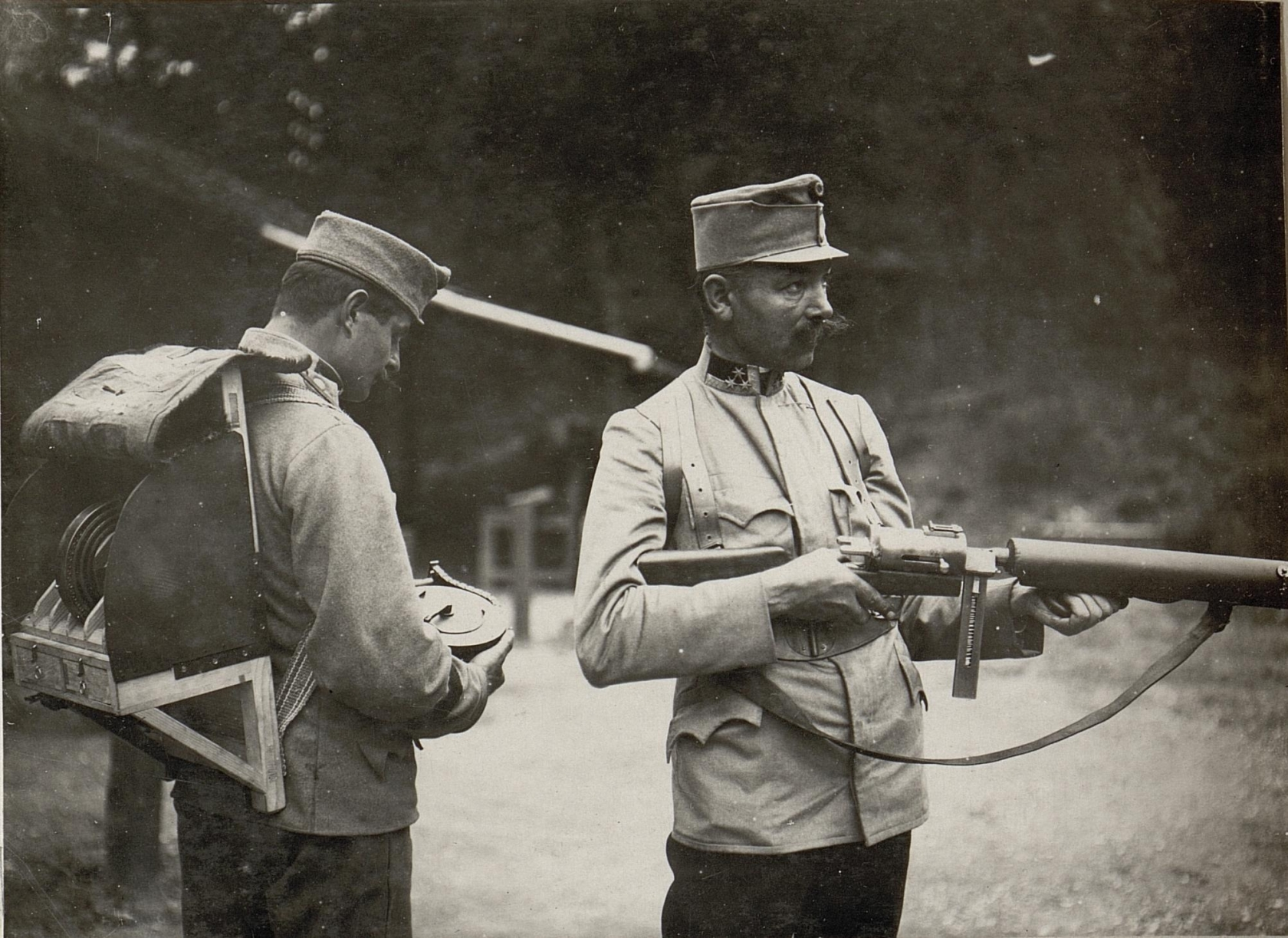
Un soldat examinant le magasin camembert tandis qu’un autre porte le fusil.